# Joseph Lieberman
Joseph Isadore "Joe" Lieberman, född 24 februari 1942 i Stamford i Connecticut, död 27 mars 2024 i New York, var en amerikansk politiker (partilös sedan 2006). Han var senator för Connecticut 1989–2013. Till 2007 företrädde han demokraterna men valde inför valet 2006 att kandidera som partilös, sedan han misslyckats få demokratiska partiets stöd för en fjärde period. 
År 2000 var han demokratiska partiets vicepresidentkandidat i Al Gores presidentvalkampanj. Lieberman lämnade sedermera demokratiska partiet och stödde republikanen John McCain i presidentvalet 2008.
Joe Lieberman valdes som representant för Connecticut till USA:s senat år 1988 och omvaldes 1994 och 2000. År 2006 förlorade han i demokraternas primärval i Connecticut mot Ned Lamont, främst på grund av sitt stöd för president Bush i frågan om Irakkriget. Han bildade inför kongressvalen i november ett oberoende parti, Connecticut for Lieberman, och lyckades med denna plattform bli omvald en tredje gång. Även om han inte var det demokratiska partiets officiella kandidat räknades han även under den fjärde mandatperioden till den demokratiska partigruppen i senaten. 
Lieberman var ortodox jude (om än ej helt strikt i sin efterlevnad) och den förste judiske vicepresidentkandidaten för ett av de stora partierna. Hans inställning i fråga om samkönade äktenskap var moralkonservativ, men han röstade emot förändringar i USA:s konstitution som skulle förbjuda samkönade äktenskap, eftersom han ansåg att dessa frågor skall avgöras på delstatlig nivå. Han röstade också emot ett konstitutionstillägg mot flaggbränning. I fråga om populärkultur ledde hans moralkonservativa hållning honom till gemensam aktion med senator Hillary Clinton mot våldsamma dator- och videospel. I bland annat konsumenträttighets- och skolfrågor stödde han en social reformpolitik. Han stödde även under lång tid dödsstraffet under vissa omständigheter.